# Franciszek Żaak
Franciszek Marian Żaak vel Franciszek Bakierski pseud.: Przekładnia, Mamka, Hiacynt (ur. 4 sierpnia 1919 we Lwowie, zm. 19 lipca 1944 tamże) – żołnierz Armii Czerwonej, Armii Andersa i Polskich Sił Zbrojnych, oficer Armii Krajowej, podporucznik łączności, cichociemny.

## Życiorys
Po ukończeniu XI Państwowego Liceum i Gimnazjum im. Jana i Andrzeja Śniadeckich we Lwowie i zdaniu matury w 1939 roku pracował jako szofer-mechanik. 22 kwietnia 1941 roku został powołany do Armii Czerwonej. Odbywał służbę koło Charkowa. Został zwolniony z wojska po podpisaniu układu Sikorski-Majski i wstąpił w marcu 1942 roku do Armii Andersa, gdzie został skierowany do szkoły podchorążych przy 8 Dywizji Piechoty. We wrześniu 1942 roku przez Afrykę Południową dotarł do Wielkiej Brytanii.
Zgłosił się do służby w kraju. Przeszedł szkolenie konspiracyjne ze specjalnością w łączności i został zaprzysiężony 10 lipca 1943 roku. Zrzutu dokonano w nocy z 14 na 15 września 1943 roku w ramach operacji „Neon 7” dowodzonej przez kpt. naw. Antoniego Freyera (zrzut na placówkę „Spodek” położoną koło wsi Łucznica). Po aklimatyzacji w Warszawie dostał w październiku przydział do Oddziału V Łączności Komendy Głównej AK jako radiotelegrafista w batalionie „Iskry”.
1 listopada 1943 roku wyjechał samowolnie do Lwowa, w związku z czym miał sprawę przed Wojskowym Sądem Specjalnym, którą umorzono. 19 lutego 1944 roku został formalnie przeniesiony do Obszaru Lwowskiego AK, w którym służył jako radiotelegrafista w Oddziale Radio „Opacz” i dowódca patrolu radiołączności „Tempo”.
31 maja 1944 roku podczas pracy radiostacji nr 36 J we Lwowie został namierzony i aresztowany przez Niemców. Przebywał w więzieniu przy ul. Łąckiego we Lwowie. 19 lipca został wywieziony na rozstrzelanie.

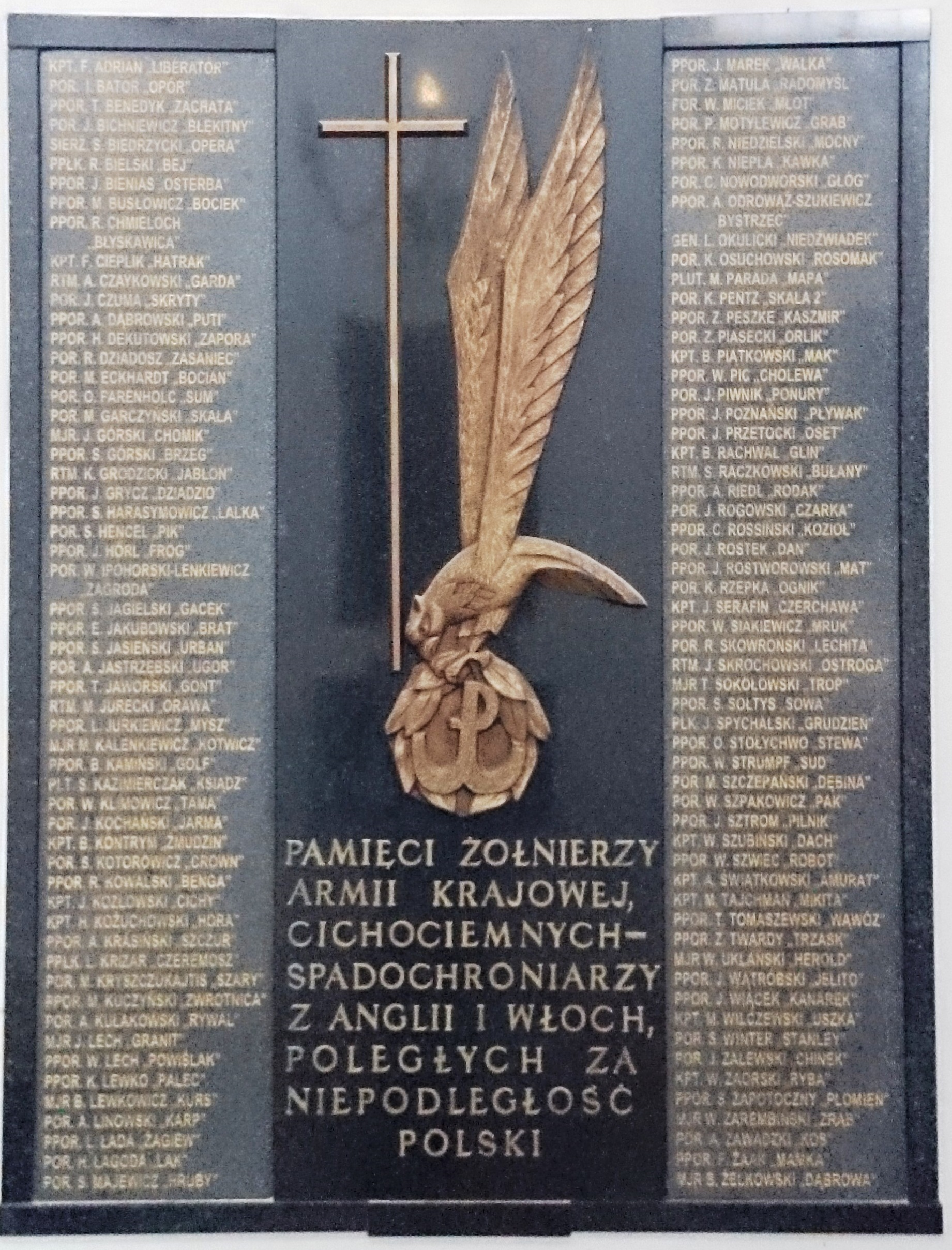
Tablica w kościele św. Jacka w Warszawie, upamiętniająca poległych cichociemnych, w tym Franciszka Żaaka

## Awanse
- starszy strzelec podchorąży – 21 lutego 1943 roku
- podporucznik – 14 września 1943 roku.

## Odznaczenia
- Krzyż Walecznych – czterokrotnie, w tym trzykrotnie pośmiertnie.

## Życie rodzinne
Był synem Władysława, mechanika samochodowego, i Marii z domu Hawling. Ożenił się z Heleną Świderską. Nie mieli dzieci.

## Upamiętnienie
W lewej nawie kościoła św. Jacka przy ul. Freta w Warszawie odsłonięto w 1980 roku tablicę Pamięci żołnierzy Armii Krajowej, cichociemnych – spadochroniarzy z Anglii i Włoch, poległych za niepodległość Polski. Wśród wymienionych 110 poległych cichociemnych jest Franciszek Żaak.